# Ausländer (Lied)
Ausländer ist ein Lied der deutschen Neue-Deutsche-Härte-Band Rammstein. Es wurde von Rammstein geschrieben und von Olsen Involtini gemeinsam mit der Band produziert. Der Song ist die dritte Singleauskopplung ihres siebten, unbetitelten Studioalbums und wurde am 31. Mai 2019 veröffentlicht.

## Inhalt
Ausländer behandelt das Thema Sextourismus bzw. Liebesabenteuer. So singt Till Lindemann aus der Sicht eines Mannes, der verschiedene Sprachen lernt, um mit dem Ziel eines One-Night-Stands Kontakt zu Frauen aufzubauen. 

„Ich bin kein Mann für eine Nacht

Ich bleibe höchstens ein, zwei Stunden

Bevor die Sonne wieder lacht

Bin ich doch schon längst verschwunden

Und ziehe weiter meine Runden

Ich bin Ausländer“

Der Text gipfelt in den finalen Zeilen: "Du kommen mit, ich dir machen gut."

## Musikvideo
Das Musikvideo zu Ausländer wurde von Joern Heitmann gedreht und feierte am 28. Mai 2019 Premiere.
Es zeigt die sechs Bandmitglieder in Kostümen aus der deutschen Kolonialzeit. Sie paddeln auf einem Schlauchboot, mit der Aufschrift M.S. Rammstein, an eine Küste und werden dort von den afrikanischen Eingeborenen mit einem Willkommen-Schild empfangen. Anschließend werden die Bandmitglieder in die Gemeinschaft aufgenommen und es findet ein kultureller Austausch statt. So fahren sie mit den Einheimischen auf die Jagd und probieren ihre Speisen. Im Gegenzug missionieren sie die Afrikaner und bringen ihnen beispielsweise das Tubaspielen bei. Am Abend findet eine Feier statt, wobei alle zusammen ums Feuer tanzen und die Bandmitglieder nach und nach mit einheimischen Frauen in deren Hütten verschwinden. Am Ende des Videos verabschiedet sich die Gruppe von den eingeborenen Frauen, von denen nun jede ein weißes Kind auf dem Arm trägt. Während fünf Bandmitglieder mit dem Boot zurück aufs Meer paddeln, muss Flake zurückbleiben und wird der neue Häuptling des Stamms.

## Single

### Covergestaltung
Das Singlecover zeigt die sechs Bandmitglieder in den Kolonialzeit-Kostümen des Musikvideos. Sie sitzen an einem Tisch vor einem Zelt. Hinter ihnen stehen die barbusigen, eingeborenen Frauen aus dem Video. Oben im Bild befinden sich die grauen Schriftzüge Rammstein und Ausländer.

### Titelliste
Maxi-CD
1. Ausländer – 3:51
2. Radio – 4:37
3. Ausländer (RMX by R3hab) – 3:49
4. Ausländer (RMX by Felix Jaehn) – 3:28
5. Radio (RMX by Twocolors) – 5:00

- Die Single erschien auch als Schallplatte, nur mit den Songs Ausländer, Radio und Radio (RMX by Twocolors).

### Chartplatzierungen
Ausländer stieg bereits eine Woche nach Albumveröffentlichung am 24. Mai 2019 aufgrund von Streaming und Downloads auf Platz 16 in die deutschen Charts ein. Nach Singleveröffentlichung erreichte der Song zunächst die Spitzenposition der deutschen Single-Midweekcharts, musste sich jedoch am Ende der Chartwoche Old Town Road von Lil Nas X geschlagen geben und belegte den zweiten Platz. Auch in Österreich und der Schweiz erreichte das Lied die Charts und belegte Rang 29 bzw. 38.
| ChartsChartplatzierungen | Höchstplatzierung | Wochen |
| ------------------------ | ----------------- | ------ |
| Deutschland (GfK)        | 2 (9 Wo.)         | 9      |
| Österreich (Ö3)          | 29 (2 Wo.)        | 2      |
| Schweiz (IFPI)           | 38 (4 Wo.)        | 4      |

### Auszeichnungen für Musikverkäufe
Für mehr als 200.000 verkaufte Einheiten in Deutschland erhielt Ausländer im Jahr 2023 eine Goldene Schallplatte.
| Land/Region        | Auszeichnungen für Musikverkäufe (Land/Region, Auszeichnung, Verkäufe) | Verkäufe |
| ------------------ | ---------------------------------------------------------------------- | -------- |
| Brasilien (PMB)    | Gold                                                                   | 20.000   |
| Deutschland (BVMI) | Gold                                                                   | 200.000  |
| Österreich (IFPI)  | Gold                                                                   | 15.000   |
| Polen (ZPAV)       | Gold                                                                   | 25.000   |
| Insgesamt          | 4× Gold ·                                                              | 260.000  |

Hauptartikel: Rammstein/Auszeichnungen für Musikverkäufe